# Кастелацо (Асти)
Кастелацо (итал. Castellazzo) је насеље у Италији у округу Асти, региону Пијемонт.
Према процени из 2011. у насељу је живело 28 становника. Насеље се налази на надморској висини од 204 м.